# Номинализм
Номинали́зм (лат. nominalis — относящийся к именам, именной, от nomen — имя) — философское учение, согласно которому названия таких понятий, как «животное», — «эмоция» — это не собственные имена цельных сущностей, а общие имена (универсалии), своего рода переменные, вместо которых можно подставлять имена конкретные (например, вместо общего имени «человек» — собственные имена «Пётр», «Павел», «Анна», «Мария» и пр.).
Иначе говоря, предметом критики для номиналистов является то, что общие имена применяются не только к классу вещей как к целому, а и порознь к каждой отдельной вещи из этого класса.
Отсюда следует понимание понятий, обозначаемых общими именами, таких, как «человек», не как самостоятельного целого, а как совокупности отдельных понятий (конкретных людей), то есть абстракции, мысленного образа.
Универсалии, согласно номинализму, — это имена имён, а не сущности (как для схоластического реализма) или понятия (как для концептуализма): «…если мы говорим, что живое существо, камень, дух или что-нибудь другое суть универсалии, то это следует понимать не так, будто человек или камень — универсалии, а лишь так, что соответствующие слова (живое существо, камень и т. д.) — универсалии, то есть имена, общие многим вещам: представления же (conceptus), соответствующие этим вещам в нашем уме, только образы и призраки (imagines et phantasmata) различных живых существ и других вещей».

## История номинализма

### Античная философия
Первые представители номинализма в ранней античности — Антисфен и Диоген Синопский, противники «мира идей» Платона, положившие номиналистическую точку зрения в основу этики; в поздней — Марциан Капелла, номиналистически излагавший логику.

### Средневековая философия
В раннее средневековье номинализм (тогда, собственно, и появились термины «номинализм» и «номиналисты») выделяется как реакция на рационалистический мистицизм неоплатоников.
Профессор А. Д. Сухов указывает номинализм «материалистической тенденцией в средневековой европейской философии».
Номиналистическая интерпретация некоторых теологических догматов (Беренгаром Турским, Росцелином) вызвала недовольство церкви — номинализм был осуждён Суассонским собором (1092).
Однако это не остановило развития номиналистических идей, продолжавшейся в позднее средневековье в области философской антропологии (Генрих Гентский), психологии (А. де Серешаль), логики (Петр Испанский, У. Оккам, Ж. Буридан). Тогда же номинализм начал конституироваться как философия отделяющейся от схоластики опытной науки (Николай из Отрекура, Николай Орем).

### Философия ВозрожденияиНовоевропейская философия
В эпоху Возрождения с её обращением к опыту, в противовес схоластическим абстракциям, номинализм находит многих сторонников (Л. Валла, Х. Вивес, Низолий). В новое время он переходит преимущественно уже в форме сенсуализма: Т. Гоббс, Дж. Локк и французские материалисты — с одной стороны, Дж. Беркли и Д. Юм — с другой. Именно в этот период закладываются основы той семиотической доктрины, которая характерна для современного номинализма: значение абстракции не является контекстно свободным; на абстракции следует смотреть как на «символические фикции» — термины, смысл которых определяется контекстом, а употребление служит своего рода сокращающим приёмом для формулировки вполне осмысленных утверждений о реальных объектах, особенно в тех случаях, когда этих объектов бесконечно много. Удобное для выражения определённых фактов правильное употребление абстракций должно быть обусловлено умением исключать их из любого контекста, доказывая их непротиворечивость разысканием подходящей эмпирической модели (см. Верификация).

### Современность
Идея исключения абстракций стала одной из центральных идей современного математического номинализма — особой точки зрения на основания математики, возникшей в начале XX в. в Польше (С. Лесьневский, Л. Хвистек, Т. Котарбиньский, А. Тарский и др.), США (Н. Гудмен, У. Куайн, Л. Генкин, Р. Мартин) и в др. странах в ответ на известное возрождение платонизма в концепциях теории множеств, в особенности на ничем не ограниченное введение абстракций как сущностей (см. Абстракции принцип), которое ведёт к парадоксам.
Математические номиналисты предприняли ряд попыток построить математику без парадоксов, основываясь на идее использования формальных систем (формальных языков), в терминах которых удаётся выразить многие абстракции математики и таким образом исключить их, заменив соответствующей «языковой моделью». Логика, лежащая в основе этих систем, понимается при этом в духе номиналистической традиции: существуют («первично», «сами по себе», вне мышления и речи) только чувственно воспринимаемые индивиды, и только они (их собственные имена или дескрипции) могут быть значениями предметных переменных логического языка, образуя истинный «универсум рассуждения» (предметную область) любой научной теории. Поэтому единственной приемлемой с точки зрения номинализма логикой является узкое исчисление предикатов. Номиналистическая программа в известной мере обосновывается теоремой Крейга об устранимости абстрактных терминов из языка любой научной теории, однако полная практическая реализация этой программы представляется неосуществимой.